# Nußdorf (Landau)
Nußdorf is een plaats in de Duitse gemeente Landau in der Pfalz, deelstaat Rijnland-Palts, en telt 1500 inwoners.

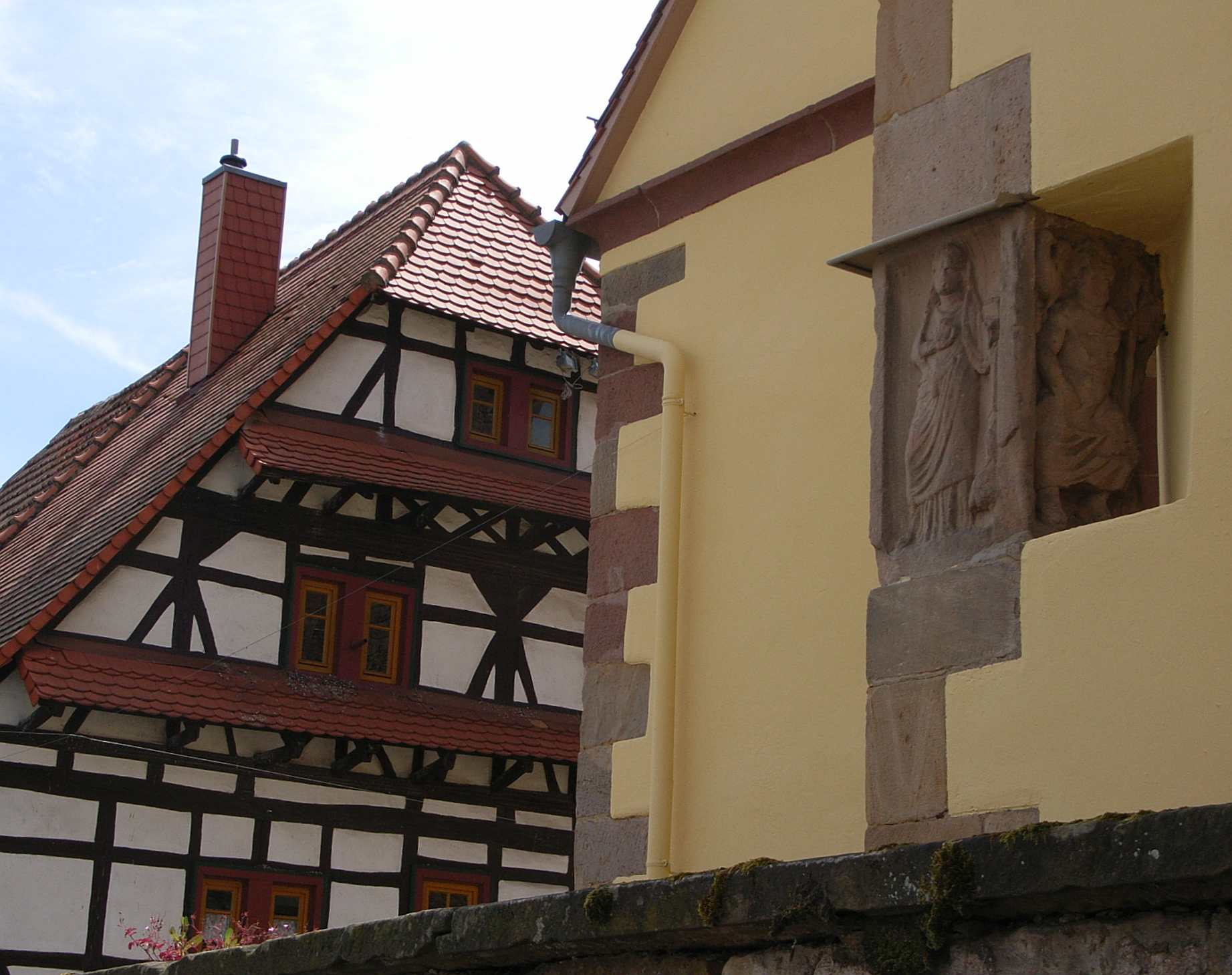
Viergoetterstein